# Lode D'hollander
Lode D'hollander (1991) is een Belgisch ropeskipper. 

## Levensloop
In 2011 was hij Belgisch en Europees kampioen en vice-wereldkampioen.
Bij de 8e Europese Masters in Antwerpen van de European Rope Skipping Organisation werd D'Hollander in 2010 laureaat bij de Male Masters 15+. Op de tweejaarlijkse wereldkampioenschappen in Loughborough in 2010 haalde hij zilver en werd vicewereldkampioen.  Datzelfde jaar werd hij tevens Europees kampioen.
Hij mocht zich op Europees en Wereldniveau meten nadat hij zowel in 2008 als in 2009 Belgisch kampioen was geworden. D'hollander werd opnieuw Belgisch kampioen bij de mannen in 2010, 2011, 2012, 2013 en 2014.
Lode D'Hollander traint in Zele in de club Siluskip. Door de gemeente Zele werd hij uitgeroepen tot Zeelse Sportfiguur 2010.